# イサミコーポレーション
株式会社イサミコーポレーションは、埼玉県行田市にある企業。学校や企業の制服、体操着、足袋の製造を手がける。

## 概要
埼玉県行田市向町2番6号に本拠を置く。
「行田足袋」で知られる行田において、1907年3月に足袋メーカーとして創業。同業者がひしめく中で「イサミ足袋」は後発であったが、江戸時代の歌舞伎役者であった尾上松緑（通称「松さん」）をトレードマークに、映画のチケットを商品に添付するという営業活動を展開した。川端康成はその様子を小説で触れている。
1927年、衣料品の製造を開始し、1942年に法人化した。1952年、イサミ足袋有限会社からイサミ足袋株式会社へと組織変更し、1958年にイサミ衣料品工業株式会社となり、1990年に現社名へと変更した。
体操着の製造は1959年に開始。「SUMMY」（サミー）はイサミコーポレーションの登録商標である。2003年には青柳スクールメイト株式会社と提携を結んでいる（青柳スクールメイト株式会社は2017年11月22日に登記記録が閉鎖されている）。
2017年のテレビドラマ『陸王』では行田市内のスクール工場でロケーション撮影が行われ、劇中では「こはぜ屋」の外観として用いられた。

## 事業所
- 本社：埼玉県行田市向町2番6号
- 営業所：東京都渋谷区、群馬県伊勢崎市

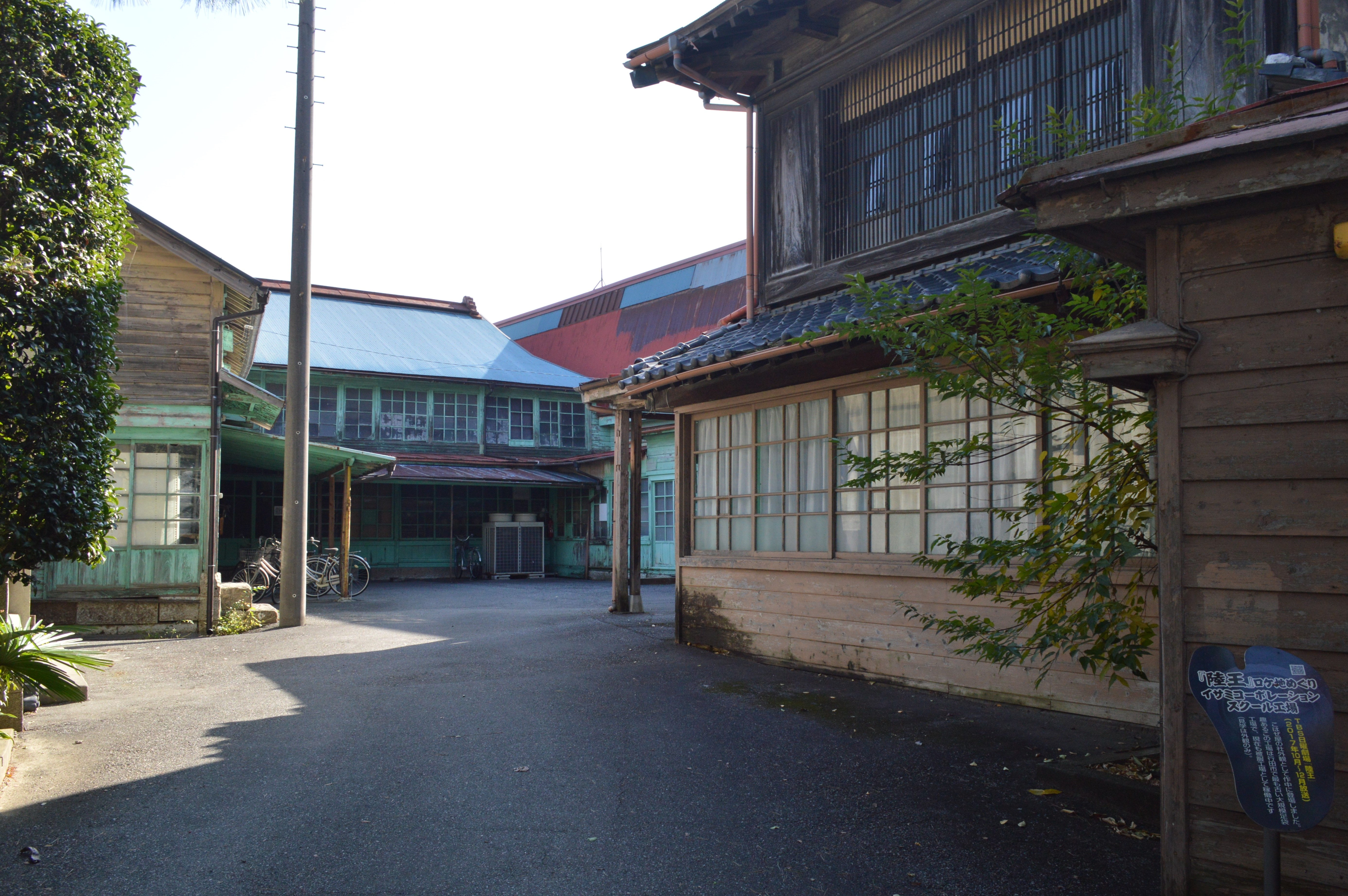
スクール工場

- 工場：埼玉県行田市（2か所）、新潟県新発田市、タイ王国（スポーツ衣料）